# 1970年の映画
1970年の映画（1970ねんのえいが）では、1970年（昭和45年）の映画分野の動向についてまとめる。
1969年の映画 - 1970年の映画 - 1971年の映画

## 出来事

### 世界
- 米国、女優・ジェーン・フォンダ、ベトナム反戦運動に参加[1]。
- 4月13日 - パラマウント映画とユニヴァーサル映画の海外共同配給会社CIC設立[2][注 1]。
- 5月 - フランス、ジャン＝リュック・ゴダール監督らの『東風』が第23回カンヌ国際映画祭で披露[4][1]。
- 10月 - 『無常』（実相寺昭雄監督）が第23回ロカルノ国際映画祭で金豹賞を受賞[5][6]。
- 月日不詳
  - 米国、MGM、EMIと共同で撮影所・配給会社を設立[1][7]。en:EMI Films#MGM-EMIも参照。

### 日本
- 1月
  - 昭和44年度全国映画館数3602館（前年比212館減）、入場者数2億8398万人（前年比90.6%）で2億人台まで減少、ピーク（昭和33年）時の約4分の1[5][8]。興行収入838億500万円（前年比102.2%）[5][8]。
  - 1月7日 - 喜劇俳優・榎本健一（65歳）死去[9][10]。
  - 1月13日 - 東京のCATV〔東京ケーブルビジョン〕、認可[5]。
  - 1月14日 - 日活、負債返済のため、本社ビル（日活国際会館）を70億円で三菱地所に売却[11][12][3]。日活ホテルは閉鎖されたが、テナントとして本社機能は残った[13]。
  - 1月24日 - 『イージー・ライダー』（デニス・ホッパー監督）公開、ヒット[5]。2月21日公開『明日に向って撃て』（ジョージ・ロイ・ヒル監督）などの作品もヒット[5]。アメリカン・ニューシネマが台頭、ハリウッド大作映画は凋落傾向[5]。国内洋画配給においては、以後5年余り米メジャースタジオ系が後退、インディペンデント各社が積極策に方向転換[5]。
  - 1月25日 - 特撮監督・円谷英二（68歳）死去[9][10]。
- 2月
  - テレビ映画製作を中心とするユニオン映画設立[5]。
  - 映連製作部会にビデオカセット専門委員会設置[5]。
  - 2月28日 - 「東宝映画友の会」、歴史10年で解散[5]。
- 3月
  - 神近市子が吉田喜重監督『エロス+虐殺』をプライバシー侵害と名誉毀損を理由に上映禁止仮処分申請する[3]。1976年5月和解成立[3]。
  - ソニー、松下電器、日本ビクターの3社、3/4インチ・ビデオカセット（Uマチック）規格で合意[14][5][注 2]。
  - 3月23日 - 東宝リオ・クラブ、「東宝芸能」に商号変更[5]。
  - 3月31日 - 東宝美術の設立[2][3]。東宝、撮影所の美術部門を独立させ合理化を図る[3]。
- 4月
  - 大映と日活の映画配給を統合するダイニチ映配が設立[3][9]。（1971年10月解消[3]。）
  - 今井正監督『橋のない川 第二部』を部落解放同盟が糾弾し、各地で上映妨害が発生[3]。
  - 4月1日
    - 日本万国博覧会（大阪万博）を記念して日本最初の国際映画祭、「第1回日本国際映画祭」、大阪万国博第2会場フェスティバルホールで開催（10日まで）[15][5][2][3][9]。
    - 東宝撮影所美術部を廃止[5]。

  - 4月4日 - 東宝、東宝芸音設立[5]。
- 5月
  - 5月6日 - 著作権法（現行）公布(1971年1月1日施行)[5]。
  - 5月27日 - 国立近代美術館フィルムセンターが開館[16][3][注 3]。
- 6月
  - 6月1日 - ダイニチ映配、業務開始[2]。
  - 6月10日 - 東映、東映ビデオ設立[17][18]。
  - 6月27日 - 『サウンド・オブ・ミュージック』、東京・日比谷スカラ座でリバイバル公開、ヒット[5]。『シェーン』、『アラビアのロレンス』、『荒野の七人』など、翌年にかけ洋画界に第2次リバイバルブーム[5]。
  - 6月30日 - パラマウント映画日本支社とユニヴァーサル映画日本支社閉鎖[5]。
- 7月
  - 7月1日 - パラマウント映画とユニヴァーサル映画の日本における両社作品の配給会社として「シネマ・インターナショナル・コーポレーション」（CIC日本支社）設立[5]。15日、業務開始[5]。
- 8月
  - 日活、大作『戦争と人間』（山本薩夫監督）公開[19]。ダイニチ映配配給、松竹洋画系で公開、配給収入5億9000万円の大ヒット[20]。
  - 映画配給会社CICの横暴とも言える人事が発表される[3]。
  - 8月7日 - 映画監督・内田吐夢（72歳）死去[5][9]。
  - 8月14日 - 『新網走番外地 大森林の決斗』（降旗康男監督）[21] / 『温泉こんにゃく芸者』（中島貞夫監督）封切、ヒット[15]。
  - 8月30日 - 俳優・月形龍之介死去[5]。
- 9月
  - 9月30日 - 東映、東京・江東東映劇場の営業を廃止[15]。
- 10月
  - 大映、東京京橋にある本社を竹中工務店に売却[5]。
  - 10月14日 - 日本万国博覧会記念映画の配給が邦画3社（松竹・ダイニチ映配〈大映・日活〉）の共同配給に決定[22][23]。
- 11月
  - 11月30日 - 『最後の特攻隊』（佐藤純彌監督） / 『不良番長 暴走バギー団』（内藤誠監督）封切、ヒット[15]。
- 12月
  - 12月30日 - 『新網走番外地 吹雪のはぐれ狼』（降旗康男監督）[24] / 『不良番長 口から出まかせ』（野田幸男監督）封切、ヒット[15]。

## 周年
- 創業75周年
  - 松竹

## 日本の映画興行
- 入場料金（大人）
  - 550円[25]
  - 映画館・映画別
    - 550円（松竹、2月公開『新・男はつらいよ』）[26]
    - 550円（松竹、8月公開『男はつらいよ 望郷篇』）[27]

  - 351円（統計局『小売物価統計調査（動向編） 調査結果』[28] 銘柄符号 9341「映画観覧料」）[29]
- 入場者数 2億5480万人[8]
- 興行収入 824億8800万円[8]

| 配給会社 | 年間配給収入 (単位：百万円) | 前年対比 |
| -------- | --------------------------- | -------- |
| 松竹     | 2,431                       | 109.1%   |
| 東宝     | 3,402                       | 079.2%   |
| 大映     | 1,119                       | 037.5%   |
| 東映     | 5,884                       | 096.7%   |
| 日活     | 1,144                       | 040.1%   |
| ダイニチ | 2,103                       | N/A      |

出典: 東宝 編『東宝75年のあゆみ 1932 - 2007 資料編』（PDF）東宝、2010年4月、48頁。

## 各国ランキング

### 日本配給収入ランキング
日本映画は正確な数字が発表されていない。以下、邦画配給会社別の好稼働番組を挙げる。
- 松竹
  - チンチン55号ぶっ飛ばせ!出発進行 - 配給収入1億5000万円
- 東宝
  - 激動の昭和史 軍閥 - 配給収入3億5000万円
  - 新選組 / ブラボー!若大将 - 配給収入1億2000万円
  - 待ち伏せ - 配給収入1億2000万円
  - 幕末 - 配給収入1億2000万円
- 大映
  - 座頭市と用心棒 - 配給収入2億8000万円
- 東映
  - 新網走番外地 大森林の決斗 - 配給収入2億5500万円
  - 新網走番外地 さいはての流れ者 / 渡世人列伝  - 配給収入2億円
  - 昭和残侠伝 死んで貰います  - 配給収入2億円
- 日活
  - 戦争と人間 - 配給収入5億9000万円
  - 富士山頂 - 配給収入2億8000万円[30]

| 順位 | 題名                                        | 製作国                                                                                  | 配給                       | 興行収入    |
| ---- | ------------------------------------------- | --------------------------------------------------------------------------------------- | -------------------------- | ----------- |
| 1    | 続・猿の惑星                                | アメリカ合衆国の旗                                                                      | 20世紀フォックス           | 1億6192万円 |
| 2    | サウンド・オブ・ミュージック （リバイバル） | アメリカ合衆国の旗                                                                      | 20世紀フォックス           | 1億5467万円 |
| 3    | クリスマス・ツリー                          | フランスの旗                                                                            | 東和                       | 1億4014万円 |
| 4    | 女王陛下の007                               | イギリスの旗 · アメリカ合衆国の旗                                                       | ユナイテッド・アーティスツ | 1億3950万円 |
| 5    | ひまわり                                    | イタリアの旗 · フランスの旗 · ソビエト連邦の旗                                          | ブエナ・ビスタ映画         | 1億2667万円 |
| 6    | ネレトバの戦い                              | ユーゴスラビア社会主義連邦共和国の旗 · 西ドイツの旗 · アメリカ合衆国の旗 · イタリアの旗 | ヘラルド                   | 1億1715万円 |
| 7    | シシリアン                                  | フランスの旗 · アメリカ合衆国の旗                                                       | 20世紀フォックス           | 1億1633万円 |
| 8    | シェーン （リバイバル）                     | アメリカ合衆国の旗                                                                      | CIC                        | 1億0992万円 |
| 9    | チップス先生さようなら                      | アメリカ合衆国の旗 · イギリスの旗                                                       | ＭＧＭ                     | 1億0778万円 |
| 10   | さらば夏の日                                | フランスの旗                                                                            | 東和                       | 1億0767万円 |

出典:『キネマ旬報ベスト・テン85回全史 1924-2011』キネマ旬報社〈キネマ旬報ムック〉、2012年5月、275頁。ISBN 978-4873767550。

### 北米興行収入ランキング
| 順位 | 題名                                  | スタジオ                                                  | 興行収入     | 出典   |
| ---- | ------------------------------------- | --------------------------------------------------------- | ------------ | ------ |
| 1.   | ある愛の詩                            | パラマウント映画                                          | $106,397,186 | [ 33 ] |
| 2.   | 大空港                                | ユニバーサル映画                                          | $100,489,151 | [ 34 ] |
| 3.   | M★A★S★H マッシュ                      | 20世紀フォックス                                          | $67,300,000  | [ 35 ] |
| 4.   | パットン大戦車軍団                    | 20世紀フォックス                                          | $61,749,765  | [ 36 ] |
| 5.   | ウッドストック/愛と平和と音楽の三日間 | ワーナー・ブラザース                                      | $50,000,000  | [ 37 ] |
| 6.   | おしゃれキャット                      | ウォルト・ディズニー                                      | $43,727,252  | [ 38 ] |
| 7.   | 小さな巨人                            | ナショナル・ジェネラル・ピクチャーズ                      | $31,559,552  | [ 39 ] |
| 8.   | ライアンの娘                          | MGM                                                       | $30,846,306  | [ 40 ] |
| 9.   | トラ・トラ・トラ!                     | 20世紀フォックス                                          | $29,548,291  | [ 41 ] |
| 10.  | Chariots of the Gods                  | コンスタンティン・フィルム サン・クラシック・ピクチャーズ | $25,948,300  | [ 42 ] |

## 日本公開映画
1970年の日本公開映画を参照。

## 受賞
- 第43回アカデミー賞
  - 作品賞 - 『パットン大戦車軍団』
  - 監督賞 - フランクリン・J・シャフナー（『パットン大戦車軍団』）
  - 主演男優賞 - ジョージ・C・スコット（『パットン大戦車軍団』）
  - 主演女優賞 - グレンダ・ジャクソン（『恋する女たち』）

- 第28回ゴールデングローブ賞
  - 作品賞 (ドラマ部門) - 『ある愛の詩』
  - 主演女優賞 (ドラマ部門) - アリ・マッグロー（『ある愛の詩』）
  - 主演男優賞 (ドラマ部門) - ジョージ・C・スコット（『パットン大戦車軍団』）
  - 作品賞 (ミュージカル・コメディ部門) - 『M★A★S★H マッシュ』
  - 主演女優賞 (ミュージカル・コメディ部門) - キャリー・スノッドグレス（『わが愛は消え去りて』）
  - 主演男優賞 (ミュージカル・コメディ部門) - アルバート・フィニー（『クリスマス・キャロル』）
  - 監督賞 - アーサー・ヒラー（『ある愛の詩』）

- 第36回ニューヨーク映画批評家協会賞 - 『ファイブ・イージー・ピーセス』

- 第23回カンヌ国際映画祭
  - グランプリ - 『M★A★S★H マッシュ』（ロバート・アルトマン）
  - 監督賞 - ジョン・ブアマン（『最後の栄光』）
  - 男優賞 - マルチェロ・マストロヤンニ（『ジェラシー』）
  - 女優賞 - オッタヴィア・ピッコロ（『わが青春のフロレンス』）

- 第31回ヴェネツィア国際映画祭
  - 金獅子賞 - 受賞作なし

- 第20回ベルリン国際映画祭
  - 金熊賞 - 受賞作なし

- 第44回キネマ旬報ベスト・テン
  - 外国映画第1位 - 『イージー・ライダー』
  - 日本映画第1位 - 『家族』

- 第25回毎日映画コンクール
  - 日本映画大賞 - 『家族』

- 第25回文化庁芸術祭大賞
  - 映画部門（日本劇映画） - 受賞作なし
  - 映画部門（日本記録映画） - 『和鋼風土記』[43]
  - 映画部門（外国映画）
    - 『サテリコン』
    - 『天使のともしび』[44][45][46]

## 誕生
- 2月16日 - 中村由真、日本の歌手・女優
- 3月1日 - 中山美穂、日本の歌手・女優（+2024年）
- 3月28日 - 水野真紀、日本の女優
- 4月18日 - 朝岡実嶺、日本の女優
- 4月23日 - 阿部サダヲ、日本の俳優
- 4月25日 - 鶴田真由、日本の女優
- 4月29日 - ユマ・サーマン、アメリカの女優
- 5月12日 - 裕木奈江、日本の女優
- 5月17日 - 坂井真紀、日本の女優
- 5月27日 - ジョセフ・ファインズ、イギリスの俳優
- 7月12日 - イ・ビョンホン、韓国の俳優
- 7月19日 - 宮藤官九郎、日本の脚本家・映画監督
- 7月24日 - ジェニファー・ロペス、アメリカの歌手・女優
- 8月6日 - M・ナイト・シャマラン、アメリカの映画監督
- 8月11日 - 正名僕蔵、日本の俳優
- 8月12日 - 吉岡秀隆、日本の俳優
- 8月19日 - 長谷川真弓、日本の女優
- 8月23日 - リヴァー・フェニックス、アメリカの俳優（+1993年）
- 9月25日 - 清水美砂、日本の女優
- 9月27日 - 八嶋智人、日本の俳優
- 10月8日 - マット・デイモン、アメリカの俳優
- 10月14日 - 永作博美、日本の女優
- 10月26日 - 原田龍二、日本の俳優
- 11月10日 - 畠田理恵、日本の歌手・女優
- 11月16日 - LiLiCo - スウェーデン・日本の映画評論家
- 11月22日 - 奥貫薫、日本の女優
- 12月8日 - 和久井映見、日本の女優

## 死去
| 日付 | 日付 | 名前                     | 国籍               | 年齢 | 職業                     |
| 1月  | 7日  | 榎本健一                 | 日本の旗           | 65   | コメディアン・俳優・歌手 |
| 1月  | 25日 | 円谷英二                 | 日本の旗           | 68   | 映画監督                 |
| 1月  | 28日 | 二本柳寛                 | 日本の旗           | 52   | 俳優                     |
| 2月  | 14日 | ハリー・ストラドリング   | アメリカ合衆国の旗 | 68   | 撮影監督                 |
| 2月  | 17日 | アルフレッド・ニューマン | アメリカ合衆国の旗 | 69   | 作曲家                   |
| 3月  | 23日 | 川田芳子                 | 日本の旗           | 74   | 女優                     |
| 4月  | 25日 | アニタ・ルイーズ         | アメリカ合衆国の旗 | 55   | 女優                     |
| 4月  | 26日 | ジプシー・ローズ・リー   | アメリカ合衆国の旗 | 59   | ダンサー・女優           |
| 4月  | 28日 | エド・ベグリー           | アメリカ合衆国の旗 | 69   | 俳優                     |
| 5月  | 12日 | 小桜葉子                 | 日本の旗           | 52   | 女優                     |
| 5月  | 14日 | ビリー・バーク           | アメリカ合衆国の旗 | 85   | 女優                     |
| 5月  | 20日 | 江川宇礼雄               | 日本の旗           | 68   | 俳優                     |
| 7月  | 6日  | マージョリー・ランボー   | アメリカ合衆国の旗 | 80   | 女優                     |
| 8月  | 1日  | フランセス・ファーマー   | アメリカ合衆国の旗 | 56   | 女優                     |
| 8月  | 7日  | 内田吐夢                 | 日本の旗           | 72   | 映画監督                 |
| 8月  | 30日 | 月形龍之介               | 日本の旗           | 68   | 俳優                     |
| 9月  | 23日 | ブールヴィル             | フランスの旗       | 53   | コメディアン・俳優       |